# Junie
Pour les écoles d'ingénieur, voir Yncréa.
Junie ou Junia(s) (en grec ancien Ἰουνία(ς), Iounia(s), en latin Junia(s)) est une apôtresse du Ier siècle, disciple de saint Paul aux côtés d'Andronique, qui les mentionne dans son Épître aux Romains. Selon une théorie, il est possible que Junie soit la même personne que Jeanne la Myrophore, et que Chouza, l'intendant d’Hérode Antipas, est son époux Andronique.

## Nouveau Testament
« Saluez Andronicos et Iounias, mes parents et compagnons de captivité ; ils ont un renom parmi les envoyés, et ils étaient pour le messie, même avant moi. »

— Épître aux Romains, XVI, 7 ; traduction André Chouraqui.
Andronique et Junie sont salués par Paul à la fin de sa lettre à l’Église chrétienne de Rome : L’apôtre se réfère à eux comme à des parents, ce qui signifie probablement qu’ils étaient des compatriotes juifs, si ce n’est ses parents au sens propre du terme. En ajoutant qu’ils furent « pour le messie, même avant [lui] », Paul laisse entendre que leur conversion se situerait dans les cinq années précédant la crucifixion de Jésus, et les rattacherait ainsi à l’Église de Jérusalem, plutôt qu’à celle d’Antioche.
Junie, aussi appelée Junias, est tantôt identifiée comme la femme ou la sœur d'Andronique ; elle serait alors une femme apôtre des premiers temps de l’Église. Certaines traductions de la Bible en anglais et biblistes contemporains ont remis en question qu'Andronique et Junie fussent apôtres, mais leurs méthodes et conclusions furent récusées par plusieurs autres historiens, un argument commun est que les anciens écrivains chrétiens hellénophones n'ont jamais remis cela en question.

## Identité de genre
Jean Chrysostome, Père de l’Église mort en 407, la considère comme une femme dans son sermon XXXI :

« […] C'est déjà beaucoup que d'être apôtre ; qu'est-ce donc que d'être des plus considérables entre les apôtres ? Et qui avait rendu ces personnes si considérables, sinon par la grandeur de leur vertu, et l'éminence de leurs actions ? Aussi la piété de cette femme doit avoir été extraordinaire, puisque saint Paul la met au rang des apôtres. […] »

Origène, dans le courant du IIe siècle, suppose qu'elle est de genre féminin, tout comme d'autres commentateurs anciens, tel que Jérôme de Stridon (mort en 420), Atton de Verceil (mort v. 960), Théophylacte d'Ohrid (mort en 1107) ou Pierre Abélard (mort en 1142). La Vulgate et la traduction vieille latine traduisent son nom en Iunia (et non par le masculin Iunius). Gilles de Rome (mort en 1316) est le premier à dire que Junie est un homme, et c'est à partir des réformateurs protestants que se répand l'idée. Les théologiens et pasteurs protestants Jean-Augustin Bôst (mort en 1890) et Alexandre Westphal (mort en 1961) disent que c'est parce que Junie est parmi les apôtres qu'on doute de son genre. Celui-ci est incertain aux yeux de Bôst ; Westphal souligne que Junias un nom inconnu en grec, et que s'il peut être féminin, il pourrait être la fréquente contraction de Junianus,.

## Traditions orthodoxes
Selon la Tradition, Andronique est au nombre des septante disciples avec Junias. Ces septante disciples sont mentionnés dans l’Évangile selon Luc, envoyés par Jésus pour répandre la Bonne Nouvelle. Ils auraient ainsi compté parmi les cent-vingt disciples présents le jour de la Pentecôte, pour y recevoir l’Esprit saint.
Junie a une intense activité apostolique dans l’Empire romain, si bien qu’elle est parfois citée comme évêque de Comana du Pont, puis d'Apamée à la suite d'Andronique.

## Célébration liturgique
Junie est célébrée par les églises chrétiennes le 17 mai avec Andronique, comme mari et femme.

## Identification avec Jeanne la Myrophore
Certains exégètes comme Richard Bauckham ou Ben Witherington III, ont proposé d'identifier Junie avec Jeanne la Myrophore mentionnée par Évangile selon Luc,. Bauckham montre que Junia est probablement la femme d'Andronique et que tous deux sont des parents de Paul, ce qui est généralement admis par les historiens. Il fonde ensuite son raisonnement sur la rareté du nom Junia et sur le fait qu'il est « guère probable que notre Junia puisse être membre de la gens Junia en regard de sa judéité et de son histoire. »
De son côté, l'historien Thierry Murcia, dans son ouvrage sur Marie-Madeleine, propose d'identifier l'épouse de Chouza à la pécheresse anonyme de Luc (Luc 7, 36-50). Il écrit :

« Bien qu’elle soit à plusieurs reprises qualifiée de "pécheresse", la nature précise des fautes de la femme anonyme n’est jamais précisée. Les a priori et l’imagination aidant, la plupart des exégètes ont voulu y voir des péchés sexuels. Mais ce n’est pas dit. On peut aussi bien penser à un rapport avec l’argent. Dans les évangiles, en effet, et plus particulièrement chez Luc, les riches sont bien plus souvent fustigés que les fornicateurs. Dans cette perspective, "Jeanne, femme de Chouza, intendant d’Hérode", la deuxième sur la liste fournie par Luc, et qui, tout comme la pécheresse, n’est mentionnée que par cet évangéliste, serait alors la mieux placée pour incarner ce rôle. »